# Zbór Śląskiego Kościoła Ewangelickiego Augsburskiego Wyznania w Orłowej
Zbór Śląskiego Kościoła Ewangelickiego Augsburskiego Wyznania w Orłowej – zbór (parafia) luterańska w Orłowej, należąca do senioratu ostrawsko-karwińskiego Śląskiego Kościoła Ewangelickiego Augsburskiego Wyznania, w kraju morawsko-śląskim, w Czechach.

## Historia
Początki zboru (parafii) luterańskiej w Orłowej związane są z wydaniem przez cesarza Franciszka Józefa I Habsburga Patentu Protestanckiego w 1861. Zanim nastąpiło uprzemysłowienie Orłowej była ona miejscowością zrekatolicyzowaną (urzędowo podległą zborowi w Błędowicach), jednak wraz z zapotrzebowaniem na siłę roboczą zaczęli się doń sprowadzać ewangelicy z pobliskich miejscowości, którzy po wydaniu wspomnianego Patentu zorganizowali na Śląsku Cieszyńskim pierwszy nowy zbór, pod względem administracyjnym Kościoła austriackiej Przedlitawii podległy był senioratowi śląskiemu w superintendenturze morawsko-śląskiej. Jeszcze w 1861 wybudowali własny kościół, poświęcony 5 października 1862. Pierwszym pastorem został Alfred Kłapsia, syn pastora cieszyńskiego Gustawa Henryka Kłapsi. W 1875 zawiązał się zbór filialny w Morawskiej Ostrawie.
Według schematyzmu kościelnego z 1875 zbór obejmował miejscowości Łazy, Poręba, Pietwałd, Lutynia Niemiecka, Lutynia Polska, Rychwałd, Karwina, Stare Miasto, Dąbrowa, Frysztat, Raj, Darków, Piotrowice, Bogumina, Zawada, Dziećmorowice, Kąkolna zamieszkałe przez około 2150 luteran.
W 1888 zorganizował się zbór filialny w Boguminie, gdzie 15 października 1901 poświęcono własny kościół.
Po I wojnie światowej i polsko-czechosłowackim konflikcie granicznym obszar zboru znalazł się w granicach Czechosłowacji. Po 1920 wraz z pięcioma innymi polskojęzycznymi zborami luterańskimi utworzył odrębny Kościół Ewangelicki Augsburskiego Wyznania na Śląsku Wschodnim w Czechosłowacji, który został oficjalnie uznany w dniu 24 maja 1923. Kiedy w październiku 1938 Polska dokonała aneksji tzw. Zaolzia zbory te połączono z polskim Kościołem ewangelicko-augsburskim. Już rok później, po włączeniu większości terenu Śląska Cieszyńskiego do III Rzeszy podporządkowano je niemieckiemu konsystorzowi we Wrocławiu. W 1941 pastorem został Jakob Gerhardt, tu służył do końca wojny, jak też został postrzelony przez polskich partyzantów i stracił prawe oko. Po drugiej wojnie światowej ŚKEAW ponownie uznano oficjalnie w 1948.
W latach 1950–1954 działał w zborze jako duszpasterz Wilhelm Fibich, Czech z Zelowa.
W latach 1956–1975 kuratorem zboru był Jan Santarius (1892–1979).